# Anabasis ochrodesma
Anabasis ochrodesma är en fjärilsart som beskrevs av Philipp Christoph Zeller 1881. Anabasis ochrodesma ingår i släktet Anabasis och familjen mott. Inga underarter finns listade i Catalogue of Life.